# بيتر جاي
بيتر جاي (بالإنجليزية: Peter Gay)‏ (و. 1923 – 2015 م) هو نفساني، ومؤرخ ثقافي، ومؤرخ، وكاتب، وأستاذ جامعي، من الولايات المتحدة الأمريكية، ولد في برلين، وكان عضوًا في الأكاديمية الأمريكية للفنون والآداب، والأكاديمية الأمريكية للفنون والعلوم، توفي في مانهاتن، عن عمر يناهز 92 عاماً.

## التعليم
تعلم في كلية لندن الجامعية، وجامعة كولومبيا.

## مناصب وهيئات
أدار جامعة ييل.

## جوائز
حصل على جوائز منها:
- جائزة أخوة شول [الإنجليزية]‏ (1999)
- جائزة أوسكار بفيستر [الإنجليزية]‏ (1990)
- جائزة رالف والدو إمرسون [الإنجليزية]‏ (1969)
- زمالة غوغنهايم
- Dr A.H. Heineken Prize for History  [لغات أخرى]‏
- جائزة الكتاب الوطني [الإنجليزية]‏
- بروفيسور ستيرلينغ [الإنجليزية]‏.

## وصلات خارجية
- بيتر جاي على موقع IMDb (الإنجليزية)
- بيتر جاي على موقع مونزينجر (الألمانية)
- بيتر جاي على موقع إن إن دي بي (الإنجليزية)